# Інтернет-банкінг
Інтерне́т-ба́нкінг (англ. Online Banking) або веббанкінг — один із видів дистанційного банківського обслуговування, засобами якого доступ до рахунків та операцій за рахунками забезпечується в будь-який час та з будь-якого комп'ютера через Інтернет.
Для виконання операцій використовується стандартний браузер (Google Chrome, Internet Explorer, Opera, Mozilla тощо). Таким чином, необхідності встановлювати додаткове програмне забезпечення немає.
Як правило, послуги Інтернет-банкінгу включають:
- Блокування картки клієнтом, наприклад, в разі викрадення або втрати;
- Виписки за рахунками;
- Інформація про інші відкриті банківські продукти (платіжні картки, депозити, кредити, інше);
- Платежі в межах банку;
- Платежі в національній валюті в межах країни;
- Оформлення заяв на підключення до інших послуг (sms-банкінг, картки, депозити, кредити, інше).

Додатково послуги можуть включати:
- Встановлення лімітів на різні види операцій (оплата через інтернет, термінал, банкомат і т. д.) з карткових та поточних рахунків, наприклад 0 (нуль).
- Платежі в іноземній валюті;
- Обмін валют;
- Оплата рахунків про надані небанківські послуги (зокрема комунальні, зв'язок);
- Придбання ваучерів передоплачених послуг (мобільні оператори, інтернет);
- Пряме поповнення балансу SIM (USIM, R-UIM)-карти за вказаним номером телефону українських мобільних операторів;
- Поповнення Skype-рахунку.

## Порівняння систем інтернет-банкінгу в Україні
| Банк                         | Сайт інтернет-банкінгу                                               | Запуск        | Перегляд виписок | Платежі в межах банку | Платежі в межах України | SWIFT платежі | Депозити онлайн                               | Захист перегляду виписок | Захист платежів                                                           | Тарифи                                                 |
| ---------------------------- | -------------------------------------------------------------------- | ------------- | ---------------- | --------------------- | ----------------------- | ------------- | --------------------------------------------- | ------------------------ | ------------------------------------------------------------------------- | ------------------------------------------------------ |
| Альфа-Банк                   | Альфа-Банк [Архівовано 20 березня 2015 у Wayback Machine.]           |               | Так              | Так                   | Так                     | —             |                                               | Пароль                   | Одноразовий пароль, SMS                                                   | тарифи [Архівовано 5 грудня 2020 у Wayback Machine.]   |
| ING Банк Україна             | ING Банк Україна [Архівовано 20 травня 2011 у Wayback Machine.]      |               | Так              | Так                   | Так                     | Ні            |                                               | Пароль                   | Одноразовий пароль, SMS                                                   |                                                        |
| Кредобанк                    | КредоДірект [Архівовано 8 листопада 2011 у Wayback Machine.]         |               | Так              | Так                   | Так                     |               | +                                             | Пароль                   | Одноразовий пароль, SMS                                                   | тарифи                                                 |
| ОТП Банк                     | ОТП Банк[недоступне посилання з червня 2019]                         |               | Так              | Так                   | Так                     | Так           | +                                             | Пароль                   | Пін-код+ генератор паролів                                                | tariffs                                                |
| Ощадбанк                     | WEB-банкінг [Архівовано 19 грудня 2012 у Wayback Machine.]           | 17.12.2012    | Так              | Так                   |                         |               | +                                             | Пароль, SMS              | Одноразовий пароль, чек                                                   | tar.doc [Архівовано 23 грудня 2012 у Wayback Machine.] |
| Піреус Банк                  | Піреус Банк МКБ [Архівовано 20 серпня 2013 у Wayback Machine.]       |               | Так              | Так                   | Так                     | Так           |                                               | Пароль                   | Одноразовий пароль, SMS                                                   |                                                        |
| Приватбанк                   | Приватбанк                                                           | 2000          | Так              | Так                   | Так                     | Так           | +                                             | Пароль+SMS               | Одноразовий пароль, SMS                                                   | docs [Архівовано 10 липня 2010 у Wayback Machine.]     |
| ПУМБ                         | ПУМБ [Архівовано 5 березня 2017 у Wayback Machine.]                  | квітень 2010  | Так              | Так                   | Так                     | Ні            | + Відкриття, зняття, закриття                 | Пароль                   | Одноразовий пароль, SMS                                                   | тарифи                                                 |
| Райффайзен банк Аваль        | Райффайзен банк Аваль [Архівовано 29 червня 2007 у Wayback Machine.] |               | Так              | Так                   | Так                     | —             |                                               | Пароль                   | —                                                                         |                                                        |
| Укрексімбанк                 | Укрексімбанк [Архівовано 8 серпня 2008 у Wayback Machine.]           | липень 2004   | Так              | Так                   | Так                     | Так           | «Мої заощадження»                             | Пароль                   | Одноразовий пароль, генератор; Цифровий сертифікат, захищений носій ключа | тарифи                                                 |
| Ukrsibbank BNP Paribas Group | UKRSIBBANK BNP Paribas Group                                         | березень 2010 | Так              | Так                   | Так                     | Ні            | Відкриття, поповнення. Діють депозитні акції. | Пароль                   | Одноразовий пароль, SMS                                                   | тарифи [Архівовано 21 серпня 2014 у Wayback Machine.]  |
| Універсал Банк               | Universal Банк                                                       |               | Так              | Так                   | Так                     | —             |                                               | Пароль                   | Цифровий сертифікат, файл, Одноразовий пароль, SMS                        | тарифи [Архівовано 5 грудня 2020 у Wayback Machine.]   |